# Comunidad nativa Marankiari Bajo
Marankiari Bajo es una comunidad nativa ashaninka ubicada en el distrito de Perené, provincia de Chanchamayo en el departamento de Junín en Perú.Se encuentra ubicada en el margen derecho del río Perené en el km 26 de la Carretera Marginal de la Selva.
Está reconocida como una comunidad nativa según la Resolución de Reconocimiento R. 0473-75-ORAMS-VI de fecha 25 de febrero de 1975.

## Historia
Los orígenes de la comunidad se vinculan con la población concentrada en Kimiriaki, la cual estaba ubicada en el margen izquierdo del río Perené a un kilómetro río abajo de su actual localización. La población de Kimiariki fue desplazada por la empresa Peruvian Corporation Limited, empresa encargada de viabilizar el Contrato Grace, en marco al cual se emitió una resolución en 1891, por lo que se hizo una cesión de 500 mil hectáreas a la citada empresa con la finalidad de ejecutar obras de infraestructura y a la explotación de la zona mediante la colonización europea. Sin embargo no cumplió con lo pactado y se dedicó a la explotación agrícola basado en el sistema de haciendas para la producción de café.
De acuerdo con algunos relatos la comunidad de Marankiari Bajo se fundó en 1940, entre las personas fundadoras se mencionan a Julio Castro y al profesor adventista Mariano Chayna migrante de Puno. Las familias más antiguas en la comunidad fueron: Paredes, Pérez, Yompiri,  Arce, Caleb, Chayna y Castro. 
En la década de 1940 se suscitaron invasiones por colonos a las tierras dominio de la compañía y en 1954 obtuvieron una resolución del Ministerio de Agricultura mediante la cual se reservó una extensión de 9000 hectáreas para dedicarlas a la colonización. Posterior a ello la empresa Peruvian Corporation Limited inició un proceso de lotización y venta de tierras a los mismos invasores y a los migrantes que lo desearan. El resquebrajamiento entre el gobierno y la empresa fue aprovechado por los nativos de Marankiari, quienes llevaron a cabo distintas gestiones para que se les reconociera la propiedad sobre sus tierras, para lo cual formaron comisiones que viajaron a Lima para exponer sus problemas, y lograron que la compañía les cediera 1453 hectáreas. La comunidad de Marankiari, con su tierra asegurada, adquirió una relativa tranquilidad, pero continuó sufriendo maltratos en el trabajo y abuso en la comercialización de sus productos, situación que se prolongó hasta la salida definitiva de la compañía de la zona, en el año 1970. Con la Ley n.° 17716 de la Reforma Agraria, se operaron cambios relativamente rápidos, que conjuntamente con la construcción de la Carretera Marginal de la Selva en el año de 1974, favorecieron para un rápido desarrollo de la zona y la obtención del título reconocimiento como comunidad nativa en 1975.

## Demografía
De acuerdo con el II Censo de Comunidades del año 2007, en la comunidad nativa de Marankiari Bajo se registraron 1196 habitantes, de los cuales 51.92% son hombres y 48.08% son mujeres, así mismo 13.67% de la población tiene como lengua materna al ashaninka.

## Organización
La comunidad forma parte de la Central de Comunidades Nativas de la Selva Central (CECONSEC), adscrita a la Asociación Regional de Pueblos Indígenas de la Selva Central (ARPI-SC), a través de la cual participa de la Asociación Interétnica de Desarrollo de la Selva Peruana (AIDESEP). 